# Circuit Festival
El Circuit Festival o Circuit Festival Barcelona és un festival internacional dirigit al públic gai i  lèsbic que se celebra anualment a Barcelona des del 2008. És el festival d'oci més gran d'aquestes característiques que se celebra a Europa. Circuit Festival se celebra a diferents localitzacions de Barcelona durant la primera quinzena d'agost; les dates exactes de cada edició es fixen anualment. Durant el període de durada del festival d s'organitzen activitats de diferents tipus, animacions, concerts i d'altres activitats lúdiques entre ples quals inclou exposicions d'art, xerrades, tallers, activitats esportives, teatre i cinema. L'oferta de clubbing se centra en la producció pionera de festes tant diürnes com nocturnes.

## Missió i visió
La Missió de Circuit Festival és ser el referent de l'oci de vacances LGBT a nivell mundial, oferir una experiència final excel·lent i convertir Barcelona en el gran punt de trobada gai i lèsbic internacional durant la primera quinzena d'agost.
La Visió de Circuit Festival és ser el festival internacional LGTB de referència a nivell internacional i distingir-se per l'excel·lència en la seva oferta lúdica i per la seva implicació amb el col·lectiu, complint una funció de difusió, sensibilització i normalització de les diferents realitats LGTB a través del seu programa cultural i el seu pla d'accions relacionades amb la responsabilitat social.

## Girlie Circuit Festival
Circuit Festival comprèn dos festivals simultanis i paral·lels: Circuit Festival,destinat als homes gais, i Girlie Circuit Festival, destinat a les dones lesbianes.
En funció de les necessitats específiques de cada públic, dones i homes gaudeixen d'un festival propi i independent creat segons les seves característiques, gustos i preferències; sempre amb una filosofia oberta, integradora i tolerant.
Homes i dones comparteixen, però, moltes propostes culturals, artístiques i lúdiques, entre les quals destaca la gran festa diürna "" Water Park Day "", en què gais i lesbianes gaudeixen junts d'un dia molt especial ple de diversió, atraccions aquàtiques i música a l'aire lliure.
Girlie Circuit Festival és el primer i més important festival oci-vacacional dirigit a lesbianes. Compta amb una imatge corporativa pròpia, així com a patrocinadors col·laboradors específics. En 2014, aquest festival va aconseguir reunir 10.000 dones vingudes d'arreu del món.

## Edicions del festival
- Primera edició: 6 dies, del dimecres 6 d'agost de 2008 al dilluns 11 d'agost.
- Segona edició: 7 dies, del dimarts 4 d'agost de 2009 al dilluns 10 d'agost.
- Tercera edició: 7 dies, del dimarts 3 d'agost de 2010 al dilluns 9 d'agost
- Quarta edició: 7 dies, del dimarts 9 d'agost de 2011 al dilluns 15 d'agost
- Cinquena edició: 7 dies, del dimarts 7 d'agost de 2012 al dilluns 13 d'agost. El 70% dels assistents va ser estranger. Per nacionalitats, els francesos (14,5%), anglesos (10,87%) i italians (5,68%) van ser els que més representació tenien al festival.[2]
- Sisena edició: sis dies, del dimarts 13 d'agost de 2013 al diumenge 18 d'agost. Van arribar participants de d'una cinquantena de països diferents, incrementant el nombre de participació estrangera que va passar del 70% el 2012 al 80% el 2013 i reportant un benefici comercial de cent milions d'euros. Les activitats es van situar principalment a Barcelona, Sitges i Vilassar de Mar.
- Setena edició: 12 dies, del dimecres 6 d'agost de 2014 al diumenge 17 d'agost.
- Vuitena edició: 12 dies, del dimecres 5 d'agost de 2015 al diumenge 16 d'agost de 2015. En aquesta edició hi van actuar un total de 70 artistes.
- Novena edició: 12 dies, del dimecres 2 d'agost de 2016 al diumenge 14 d'agost de 2016. Aquesta edició va comptar amb activitats culturals, esportives i lúdiques.
- Decena edició: 16 dies, del dissabte 5 d'agost de 2017 al diumenge 20 d'agost de 2017. En aquesta edició coincideix amb el seu desè aniversari.
- Onzena edició: 10 dies del 9 d'agost al 19 d'agost de 2018.
- Dotzena edició: 10 dies del 8 al 18 d'agost de 2019.